# Внезапный выброс (фильм)
«Внезапный выброс» — советский художественный фильм 1983 года, снятый Борисом Ивченко по одноимённому роману Владимира Мухина на киностудии имени Довженко.
Премьера фильма состоялась 16 апреля 1984 года. Прокат — 2,2 миллиона зрителей.

## Сюжет
На шахте происходит авария из-за выброса угля и газа. Группа спасателей, включая новичков Сашу и Сергея, спускается в шахту, чтобы спасти заживо погребенных шахтёров. Среди испытаний и опасностей команда справляется с задачей и наконец спасает людей.

## В ролях
- Лесь Сердюк — Александр Тригорин
- Любовь Румянцева — Люба
- Всеволод Гаврилов — Всеволод Колыбенко
- Александр Соловьёв — Сергей
- Елена Антонова — Ирина
- Раиса Куркина — мать Сергея
- Анатолий Барчук — Пётр Варенкин
- Владимир Носик — Маныч
- Александр Денисенко — Саша
- Владимир Шакало — спасатель
- Руслан Кириченко — Руслан
- Нина Колчина-Бунь — воспитательница детского дома
- Виктор Маляревич — Маляревич

## Съёмочная группа
- Режиссёр: Борис Ивченко
- Сценарист: Георгий Шевченко
- Оператор: Николай Кудрявцев
- Художник: Александр Шеремет
- Звукорежиссёр: Георгий Салов

В фильме звучит музыка Игоря Ключарёва.

## Фестивали
Фильму был присвоен приз зрительского жюри и приз шахтёров Лесю Сердюку за яркое воплощение образа командира спасателей на Республиканском кинофестивале «Человек труда на экране» в Жданове (1983).